# Sønder Sejerslev
Sønder Sejerslev er en landsby i Sønderjylland med 218 indbyggere (2011) . Sønder Sejerslev er beliggende nær Vadehavet fire kilometer nord for Højer og 16 kilometer nordvest for Tønder. Byen tilhører Tønder Kommune og er beliggende i Region Syddanmark.
Den hører til Emmerlev Sogn.